# Placerville (Kalifornija)
Placerville je grad u američkoj saveznoj državi Kalifornija. Prema popisu stanovništva iz 2010. u njemu je živjelo 10.389 stanovnika.